# Nacré lapon
Boloria chariclea
Espèce
Le Nacré lapon (Boloria chariclea) est une espèce de lépidoptères de la famille des Nymphalidae et de la sous-famille des Heliconiinae.

## Dénomination
L'espèce Boloria chariclea a été décrite par David Heinrich Schneider en 1794.
Synonyme : Clossiana chariclea (Schneider, 1794)

### Noms vernaculaires
Le Nacré lapon se nomme Artic Frittillary en anglais.

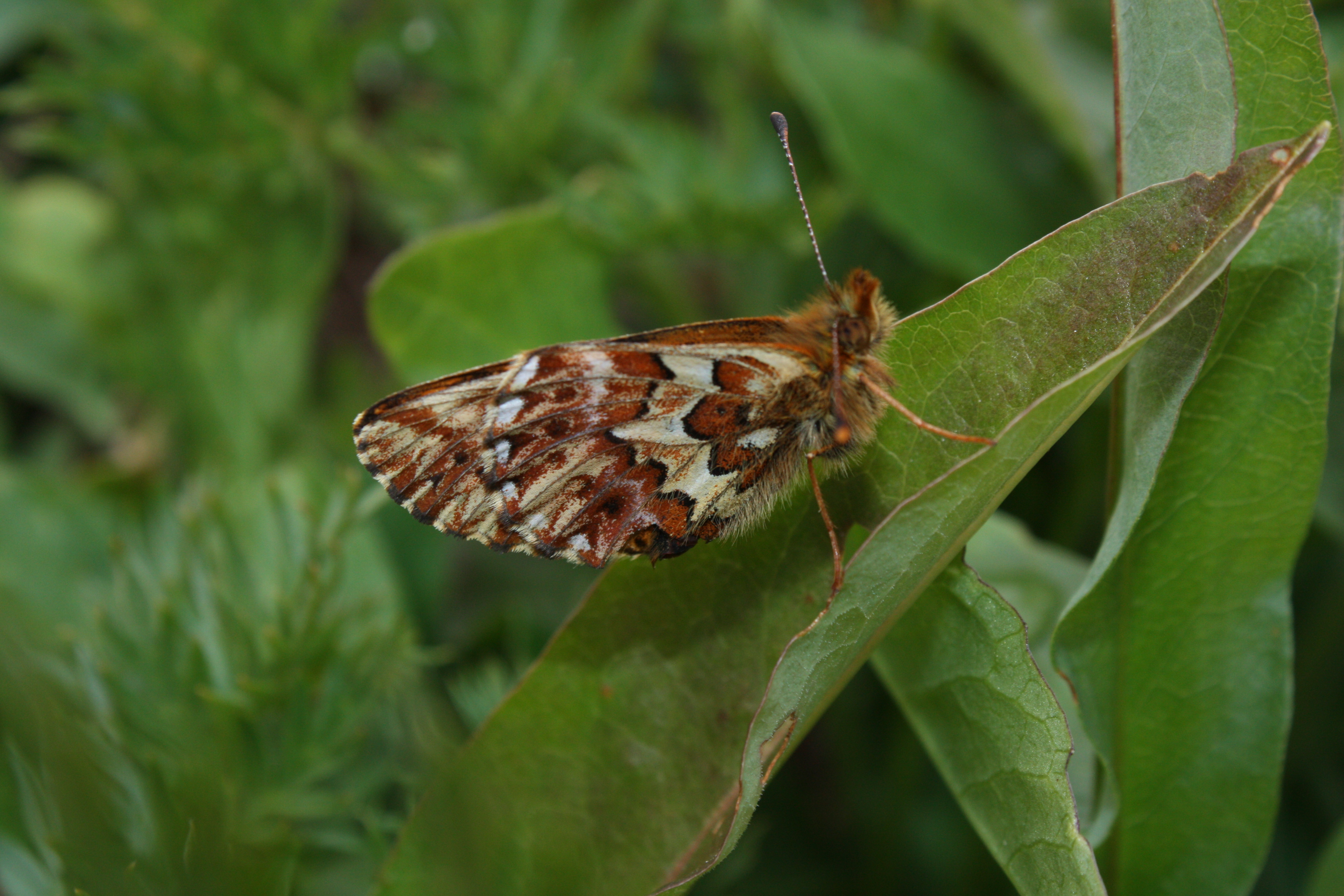
revers

### Sous-espèces
- Boloria (Clossiana) chariclea chariclea
- Boloria (Clossiana) chariclea arctica (Zetterstedt, 1839)
- Boloria (Clossiana) chariclea boisduvalii (Duponchel, 1832)
- Boloria (Clossiana) chariclea butleri (Edwards, 1883)
- Boloria (Clossiana) chariclea grandis (Barnes & McDunnough, 1916)
- Boloria (Clossiana) chariclea helena (Edwards, 1871)
- Boloria (Clossiana) chariclea ingens (Barnes & McDunnough, 1918)
- Boloria (Clossiana) chariclea montina (Scudder, 1863)
- Boloria (Clossiana) chariclea rainieri (Barnes & McDunnough, 1913)[1].

## Description
C'est un papillon au dessus jaune orangé avec une aire basale marron surtout marquée aux postérieures et des lignes de dessins, festons, chevrons, ligne de petits point.
Le revers des antérieures est plus clair avec des dessins semblables, alors que les postérieures présentent une ornementation de taches argentées agencées en plusieurs lignes dont une fine ligne marginale.

### Chenille
La chenille est grise avec une bande noire et des épines orange.

## Biologie

### Période de vol et hivernation
Il vole environ deux semaines en une génération entre juin et début août, suivant les conditions météorologiques.
Son cycle demande deux années, il hiverne comme chenille au premier stade et au quatrième stade l'année suivante.

### Plantes hôtes
Ses plantes hôtes ne sont pas connues en Europe mais pourrait être Cassiope tetragona et serait Polygonum bistortoides, Salix arctica et Salix reticulata dans l'Amérique arctique,,.

## Écologie et distribution
Le Nacré lapon a une distribution circumpolaire, avec Boloria chariclea chariclea pour l'Europe arctique et Boloria chariclea arctica pour l'Asie arctique,. En Amérique il réside en Alaska et dans le nord du Canada, de l'Alaska au Labrador. Avec Boloria chariclea butleri pour l'arctique du continent américain, Boloria chariclea boisduvalii de l'Alaska au Labrador et à la Colombie-Britannique, Boloria chariclea grandis en Colombie-Britannique et en Ontario, Boloria chariclea rainieri dans l'état de Washington et Boloria chariclea helena dans les montagnes Rocheuses.

### Biotope
C'est un papillon de la toundra arctique.

### Protection

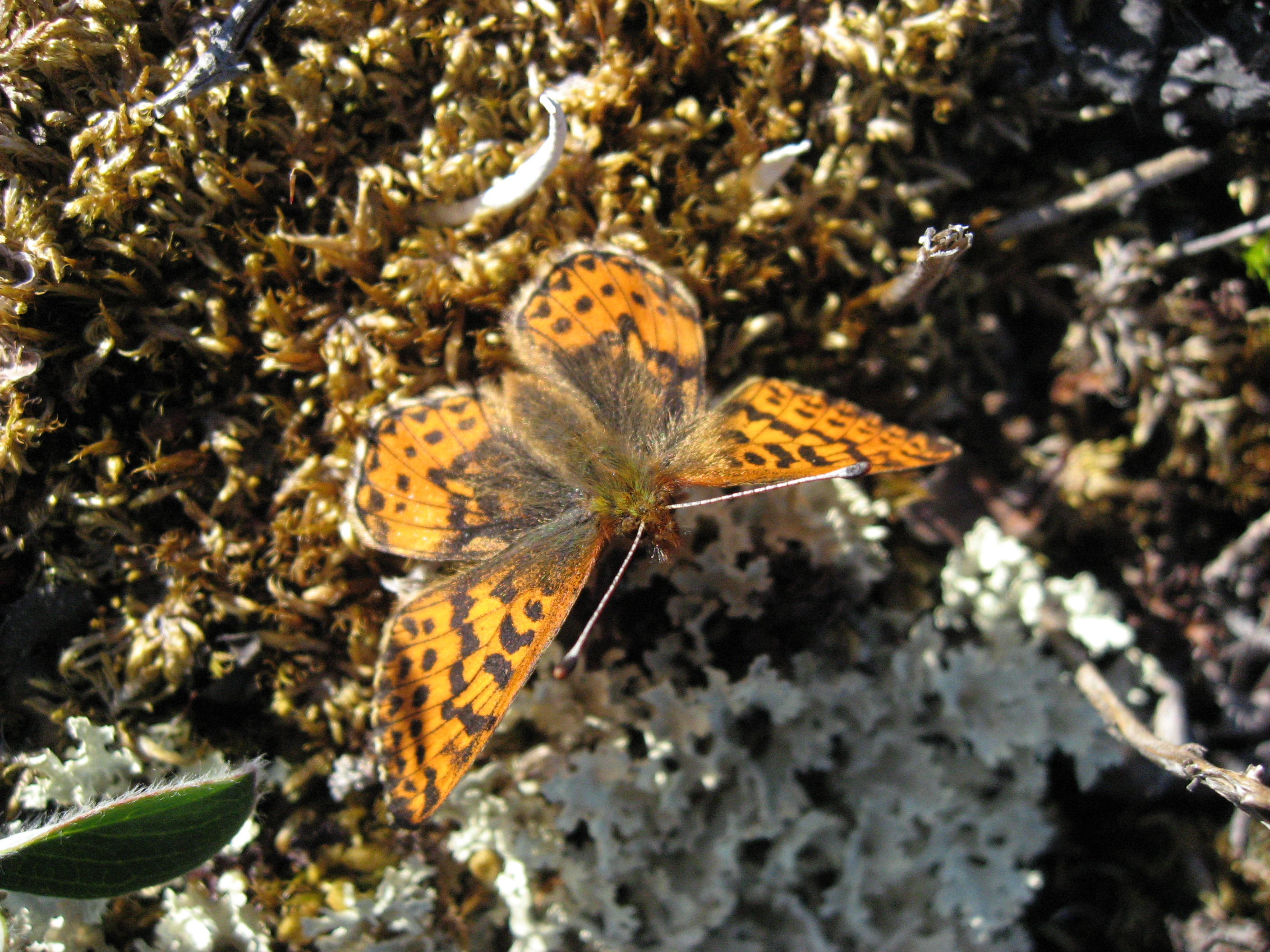
Boloria chariclea

Pas de statut de protection particulier

### Référence taxinomique
- (en) Fauna Europaea : Boloria (Clossiana) chariclea (Schneider, 1794) (consulté le 21 mars 2023)